# Ermita de San Antonio Abad (Las Palmas de Gran Canaria)
La ermita de San Antonio Abad y la plaza de su mismo nombre se encuentran situadas en el barrio de Vegueta, distrito I de la ciudad de Las Palmas de Gran Canaria, Canarias, España en la confluencia de las calles Armas, Colón, Pedro de Algaba, Audiencia y Montesdeoca.

## Historia
La moderna ermita de san Antonio abad es una edificación de 1757. Ocupa el lugar de una capilla anterior originalmente dedicada a santa Ana y construida en 1478 en el real de Las Palmas, campamento que levantó el capitán Juan Rejón para la conquista de la isla, constituyendo la que sería la primera iglesia de la ciudad. Tradicionalmente se relaciona dicha ermita original con el paso de Cristóbal Colón por la isla en 1492.
La ermita forma parte del complejo expositivo del Centro Atlántico de Arte Moderno (CAAM).

## Estructura
El inmueble se desarrolla mediante una planta rectangular en el que se definen sus espacios-funciones, sede, presbítero, etc. Mediante un eje trasversal que da origen a una simetría y rematada por una cubierta de tejas a dos aguas.
La fachada principal, al igual que la planta, presenta una simetría, en cuya composición se destaca la puerta principal de acceso de forma adintelada rectangular en el mismo eje que define los demás elementos constructivos, hasta llegar a la espadaña barroca que culmina esta fachada y ejecutada en piedra de cantería gris.
En su interior, que en el día de la fecha se encuentra bastante deteriorado, se define el paño vertical principal mediante un retablo barroco que en su simetría presenta tres huecos adintelados mediante arcos de medio punto.
En las zonas laterales, se ubican dos altares enfrentados, que se corresponde con la simetría que define la planta del inmueble, así como en la zona trasera la ubicación del coro.
Cabe destacar la presencia del púlpito, ubicado en un lateral de la nave central y colocado en voladizo, considerando que fue realizado posteriormente a la construcción de la iglesia debido a las características constructivas que presenta su construcción. 
La carpintería que presenta este inmueble es de madera de tea, de gran calidad, observándose la importante ornamentación en su tallado.